# Viktor Kotrubenko

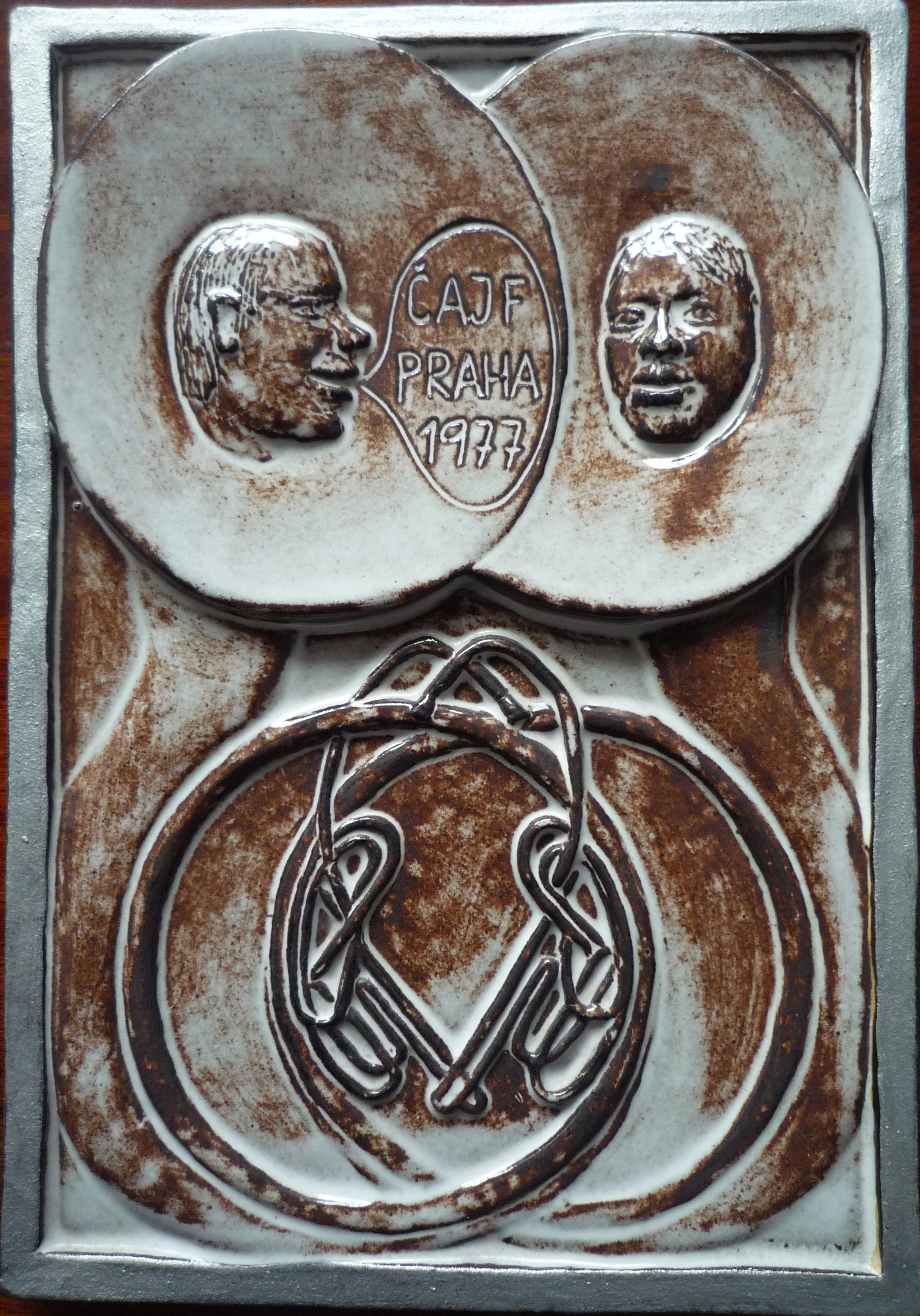
Stříbrná plaketa

Viktor Kotrubenko (* 27. listopadu 1948 Praha) je český jazzový hudebník a skladatel, původním povoláním programátor analytik a inženýr výpočetního střediska.

## Život
Vystudoval technickou kybernetiku na ČVUT fakultě elektrotechnické, a po absolutoriu se věnoval jak výpočetní technice, tak hudbě. Zpočátku byl jeho hudebním projevem zejména free jazz.
Pozdější hudební projev Viktora Kotrubenka charakterizuje propojování skladatelsky připravených struktur, mnohdy se začleněním vokálu a elektronického nástroje vlastní výroby (UNIFEI – Universal Free Electro Jazz Instrument) s improvizací.
Vystupoval v bluesové kapele Blue Dogs, byl skladatelem a hudebníkem v zájezdovém představení Vlastimila Venclíka Zahrada bláznů, byl členem doprovodné skupiny Karla Černocha Pop Messengers, doprovodné skupiny Milana Chladila a Yvety Simonové v pořadu „My dva a čas“, dále členem Velkopopovické Kozlovky Eduarda Hrubeše.
V roce 1971 mu byl udělen titul Laureát "Mezinárodního jazzového festivalu Praha 1971" ve hře na tenor saxofon. Jeho hlavním oborem je však jazz a scénická/filmová hudba.

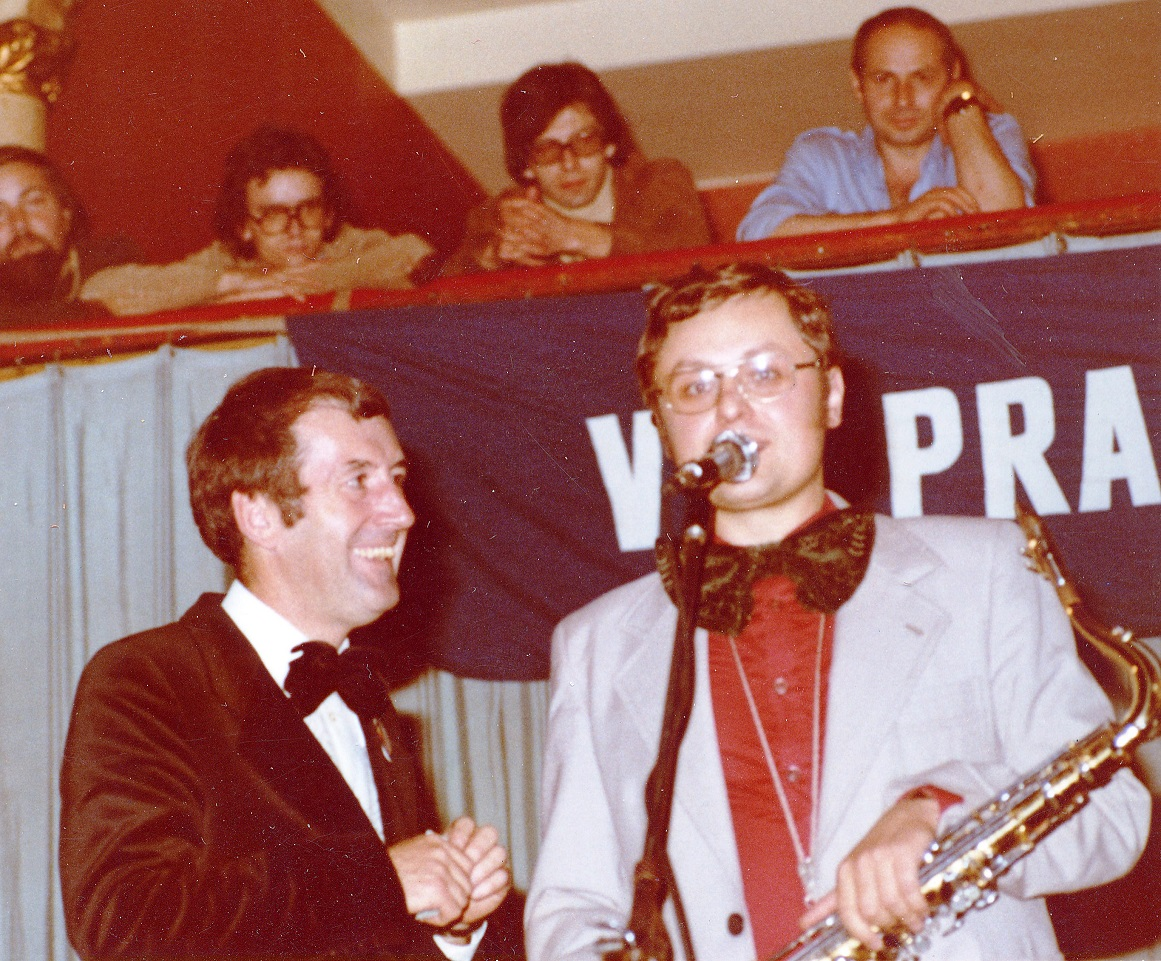
Luděk Hulan a Viktor Kotrubenko, Lucerna Praha

V sedmdesátých letech založil soubor Jazz Half Sextet, a ke spolupráci přizval Janu Koubkovou. Jádro repertoáru skupiny tvořily vlastní skladby Kotrubenka. Kromě těchto děl ojedinělým způsobem upravil některé melodie klasické hudby světových autorů, např. Igora Stravinského Příběh vojáka, výběr z cyklu Bély Bartóka Mikrokosmos, Antonína Dvořáka Humoresky a melodií P. I. Čajkovského z Labutího jezera. S Jazz Half Sextetem natočil v roce 1978 EP Mini Jazz Klub č. 16 a řadu snímků v Československém rozhlasu. Kotrubenkova skladba „Smutný hit“ získala na festivalu ČAJF 1977 Stříbrnou plaketu, účinkoval také na 5. pražských jazzových dnech.
Na přelomu sedmdesátých a osmdesátých let pracoval v Československé televizi jako inženýr výpočetního střediska a poté jako produkční, zároveň externě jako hudební redaktor Československého rozhlasu, zejména živých vysílání. Pak několik let zastával funkci vedoucího redakce zábavné hudby ve vydavatelství Supraphon.
Své znalosti v oblasti elektroniky a výpočetní techniky propojil s hudební praxí autorstvím první československé publikace o elektronických hudebních nástrojích „Tajemství syntezátorů“, která vyšla v Supraphonu v roce 1987.

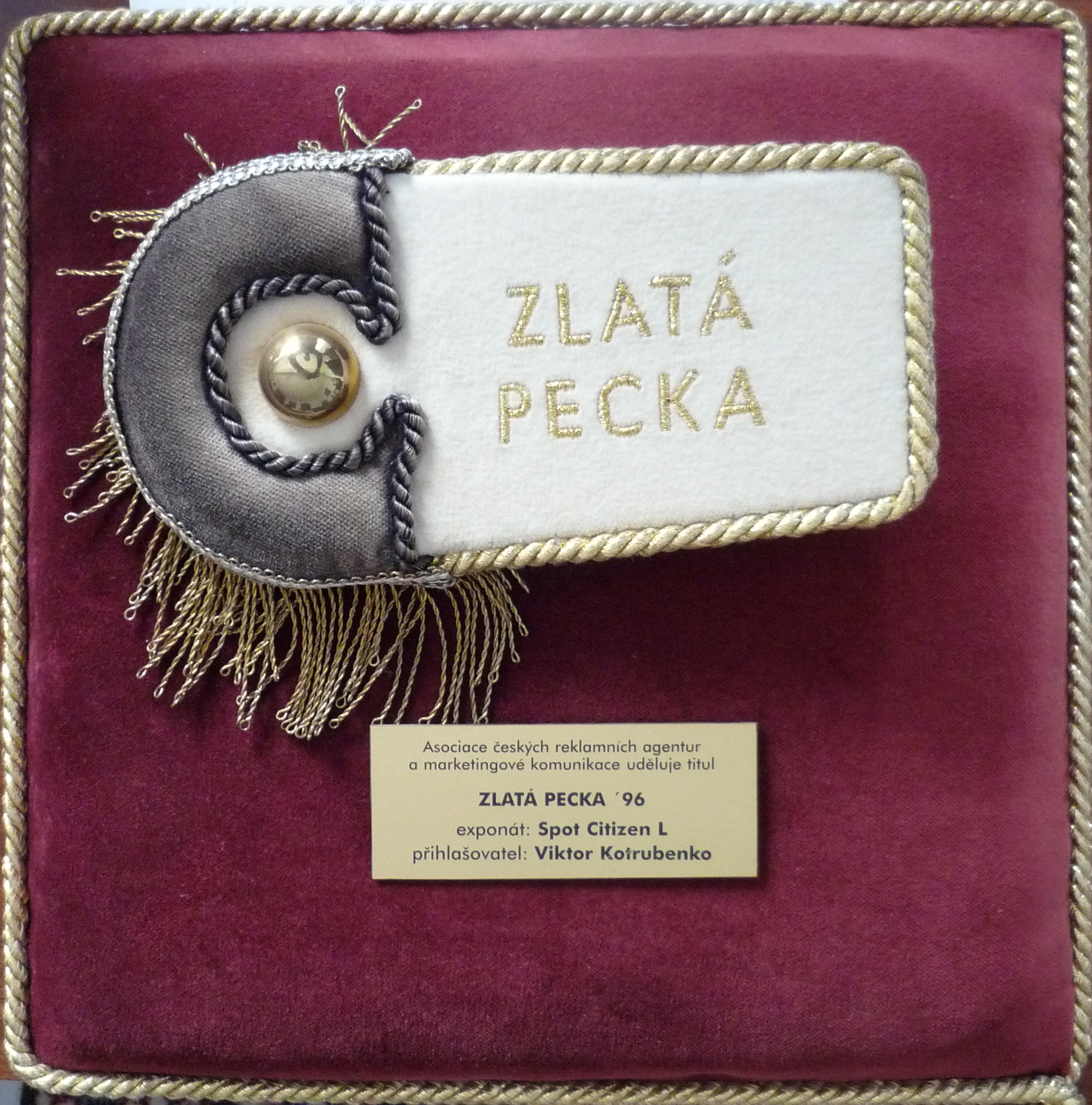
Zlatá pecka

Začátkem osmdesátých let se začal věnovat skladbě scénické a filmové hudby. Významnou část hudební tvorby k filmům Kotrubenko nejen zkomponoval, ale i vyrobil ve vlastním zvukovém studiu, byl tedy zodpovědný nejen za hudební, ale i technickou kvalitu zvuku. Film Světlo naděje (režie P. Skala) získal označení „Film s vysokou technickou kvalitou pro rok 1984“. Jeho hudba zní v celé řadě inscenací Československého rozhlasu, v krátkých a středometrážních filmech, zejména z produkce Krátkého filmu Praha, včetně řady večerníčků režiséra Garika Seka. Jazzový charakter mají i písně Viktora Kotrubenka, které na LP a posléze i CD nazpívaly Eva Olmerová, Jitka Vrbová, Jana Koubková a Marie Rottrová. Kotrubenkovy instrumentální skladby nahráli na nosiče Swing kvartet Vladimíra Klusáka, Metropolitan Jazz Band, Hot Jazz Praha, Taneční orchestr Československého rozhlasu pod řízením Felixe Slováčka. Po roce 1989 se Kotrubenko stal prvním autorem hudby, textů a současně výrobcem zpívaných rozhlasových reklam v tuzemsku. Jedna z nich – Citizen (nazpívaná alternativně Janou Koubkovou a Jiřím Cerhou), mu vynesla v roce 1996 cenu Zlatá pecka, nejvyšší ocenění Asociace českých reklamních agentur.
V roce 2003 byl jmenován soudním znalcem, mj. i pro oceňování práv k užití audiovizuálních děl a software, od roku 2012 je předsedou sekce Elektronika a IT, elektrotechnika Komory soudních znalců ČR.. Je členem učené společnosti pro zkoumání otázek autorského práva ALAI (The International Literary and Artistic Association), mezinárodní organizace, založené v roce 1878.

## Dílo (výběr)

### Filmová hudba
- Český granát - režie Petr Skala - Krátký film,a.s.
- Světlo naděje - režie Petr Skala - Krátký film,a.s.
- Den hlavního inženýra - režie Drahomíra Vihanová - Krátký film,a.s.
- Toulky po Čechách a Moravě (seriál) - režie Vladimír Blažek - ČT
- Čarovný svět čar - režie Nikolaj Georgiev - ČT
- Robot mezi námi (seriál) - režie Garik Seko - ČT
- Faul - režie Martin Tobiáš - ČAF

### Hudba k divadelním hrám
- Vlastimil Venclík: Zahrada bláznů
- Christopher Marlow: Tragická historie o doktoru Faustovi

### Hudba k rozhlasovým inscenacím
- Moje nobelovky
- Poklad
- Akce Štola
- Žert
- Kámen štěstí
- Kuba
- Blázen
- Zima v Jalovcovém údolí
- Pávice
- Mámo, táto, sore made
- O vojáku a krejčíři

### Diskografie
- Jazz Half Sextet - Panton - 1978 - PA 33 0425
- Vrať se k nám stejnou řekou - Eva Olmerová, Jitka Vrbová, Eva Pilarová - Supraphon - 1986 - SU 1115 3968 H
- Jitka Vrbová & Hot Jazz Praha - Supraphon - 1986 - Supraphon - SU 1133 0591
- Beryl Bryden - Supraphon - 1987 - SU 1115 4248 H
- Dvojčata - Eva Olmerová & Jitka Vrbová, Hot Jazz Praha - Supraphon - 1987 - SU 1115 4378 H
- Nečekaná návštěva - Vladimír Klusák - Supraphon - 1987 - SU 1115 4369 H
- Olga Scheinpflugová: Divadelní zápisky - Supraphon - 1987 - SU 1218 4270 X-F
- When It’s Sleepy Time - Jitka Vrbová - Supraphon - 1989 - SU 11 0547-1
- Šrámek, Vondrovic: Fanfán Tulipán - Supraphon - 1989 - SU 11 0505-4
- Hot Jazz Praha - Supraphon - 1989 - SU 11 0472-4
- Jana Koubková Vocal Virtuoso - EM Records Japan - 2003 - EM1035DCD
- Blues samotářky - Eva Olmerová - Supraphon - 2004 - SU 5507-2 512
- Mark Twain: Dobrodružství Hukleberryho Finna - Supraphon - 2005 - SU 5650-2
- Nejvýznamnější textaři české populární hudby - Pavel Kopta 3 (1980 - 1989) - Supraphon - 2013 - VT 7009-2
- Já hledám štěstí Zlatá kolekce 1962 - 1992 - Eva Olmerová - Supraphon - 2014 - SU 6240-2
- Jazz? Oh, Yes! (1976-2014) - Jana Koubková - Supraphon - 2014 - SU 6250-2
- Zimní nálady 2 - Supraphon - 2016 - VT 2365-2
- Music Atmospheres 01 - ViK Records - Music Library - 2016 - VK51-CZ-P27-16-0016
- Music Atmospheres 02 - ViK Records - Music Library - 2017 - VK52-CZ-P27-17-0042
- Music Atmospheres 03 - ViK Records - Music Library - 2017 - VK53-CZ-P27-0043-0060
- Music Atmospheres 04 - ViK Records - Music Library - 2017 - VK54-CZ-P27-0061-0079
- Zimní nálady 1-3 - Supraphon - 2018 - VT 0790-2
- Extra Extrakt skladeb V. Kotrubenka - 2020 - VK55-cz-P27-20-0080-0092

### Publikace
- Časopis Normalizace, 1973/č.4 - ČSN-35-4604 Vysokofrekvenční zásuvky a vidlice souosé a souměrné, Revize–ČSN-35–4603 Sdělovací zásuvky a vidlice
- Časopis Živnostník, 1993/č.6, str.25 - O reklamě s odborníkem
- Časopis Strategie 1996/č.12, str.30 - Teorie reklamy, Reklamní médium - rozhlas
- Katalog zubních lékařů a ortodontistů, Published and Edited by -  EMCo 1996
- Tajemství syntezátorů - Editio Supraphon 1987

## Ocenění
- Laureát Mezinárodního jazzového festivalu Praha 1971 ve hře na tenor saxofon
- Stříbrná plaketa festivalu ČAJF 1977 za skladbu "Smutný hit"
- Zlatá pecka Asociace českých reklamních agentur 1996 za zpívanou reklamu "Citizen"